# Nacja (uniwersytet)
Nacja (łac. natio) – wczesny rodzaj korporacji akademickiej na średniowiecznych uniwersytetach. Nacje oparte były na kryterium geograficznym i miały na celu obronę wspólnych interesów.

## Źródłosłów

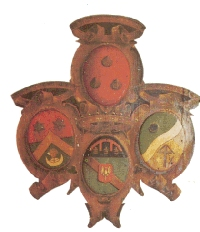
Herby 4 nacji Uniwersytetu Bolońskiego

Termin polski – podobnie jak odpowiednie terminy w wielu innych językach europejskich – został ukuty jako tzw. kalka fonetyczna łacińskiego pierwowzoru. Autorzy wczesnych słowników łacińsko-polskich podają szerokie spektrum dopuszczalnych polskich odpowiedników: ród, naród, towarzystwo, związek, sekta, gatunek; pokolenie, plemię, szczep, gromada.

## Historia

### Geneza
Za historyczne wydarzenie, które zainicjowało powstanie nacji, uważa się ustanowienie w roku 1158 przez cesarza Fryderyka Barbarossa konstytucji Authentica Habita uwalniającej wszystkich studentów zagranicznych spod jurysdykcji sądów miejskich. Wprowadzona regulacja prawna stała się zachętą do manifestowania swej odrębności, jako wpływającej na większe swobody i niezależność. W ten sposób we Włoszech wykreowany został pierwszy w historii korporacyjny model społeczności akademickiej, w jakimś sensie wzorowany na wspólnocie celów, a wzorowany na cechach rzemiosł i gildiach kupieckich.
Sformułowane we wspomnianej konstytucji zasady okazały się jednak na tyle użyteczne, że po nieznacznym uogólnieniu zostały włączone do Corpus Iuris Civilis, obejmując od razu wszystkich członków społeczności akademickich,  gwarantując identyczność sytuacji prawnej zarówno tym studentom, którzy byli mieszkańcami miast, jak i przybyszom i stając się prawzorem autonomii uniwersytetów.

### Pierwsze korporacje terytorialne
Wprowadzane w XII i XIII wieku wstępne podziały społeczności akademickiej miały charakter zdecydowanie zgrubny i sztuczny. Wspólnota języka regionalnego podczas studiów miała jeszcze niewielkie znaczenie identyfikacyjne w związku z dominującą w zachodniej Europie łaciną. Z tego powodu, kryteria podziałów między nacjami miały charakter geograficzny.
We Włoszech taką pierwszą topograficzną linią demarkacyjną stał się łańcuch Alp dzielący studentów prawa Uniwersytetu Bolońskiego na pochodzących „z tej strony gór”, „przedgórskich” (cismontanie albo citramontanie) i pochodzących z „tamtej strony gór”, „zagórskich” (ultramontanie). Podział ten był tak zasadniczy, że w Bolonii były to dwa odrębne uniwersytety prawników (zwanych legistami lub jurystami), każdy z własnymi profesorami i własnym rektorem na czele. Ta struktura korporacyjna nie została zaakceptowana w trzecim, młodszym kolegium Uniwersytetu Bolońskiego, gdzie uczono sztuk wyzwolonych, w którym mniejsze nacje nie były grupowane w większe korporacje.
W Anglii linią podziału stała się rzeka Trent, a nacje dzielono na Północne (Boreales) oraz Południowe (Australes). Do pierwszej nacji należeli Anglicy zamieszkali na północ od rzeki Trent oraz Szkoci; do drugiej – Anglicy z terenów położonych na południe od rzeki demarkacyjnej, Walijczycy oraz Irlandczycy. Podział ten zanikł w Oxfordzie już po roku 1274.
Dynamiczny wzrost liczby studiujących prowadził do kolejnych podziałów pierwotnych struktur korporacyjnych. W paragrafie 13 księgi II De numero consiliariorum et nationum Uniwersytetu Padewskiego z roku 1331 wśród nacji wymieniona zostaje nacja Ultramarinorum – „zamorska”, do której zaliczano Szkotów, Greków i Cypryjczyków.

### Fazy rozwoju i transformacje korporacyjne
Ogólne sformułowania jakie zostały wprowadzone do tekstu konstytucji Habita nie wróżyły pierwotnym przepisom trwałości istnienia w dynamicznie rozwijającym się świecie. Na przestrzeni kilku wieków istnienia nacji wyróżniły się dwie główne fazy rozwojowe akademickich struktur korporacyjnych. Pierwsza z nich, która może być nazwana fazą wczesną, odnosi się do okresu, gdy uczelni było mało, a studentów niewielu. Ta faza cechowała się stosowaniem prostych wyznaczników przynależności korporacyjnej w oparciu o pochodzenie terytorialne.
Drugą fazę postrzega Barycz jako częściową przebudowę osobową ze stowarzyszeń czysto studenckich na zespoły gromadzące w sobie całość przybyszów z danego kraju czy terytorium bez względu na charakter zawodowy. Przyglądając się późnym fazom przemiany nacji w landsmanschafty na niemieckich uniwersytetach Aleksander Kamiński dostrzega nieco więcej cech i podaje aż cztery wyróżniki tej transformacji:
- przejście od obligatorium przynależności do dobrowolności,
- przemianę w grupy koleżeńsko-studenckie,
- powstanie gron koleżeńskich łączących młodzież jednej prowincji,
- rozszerzenie identyfikacji o wspólnotę reguł postępowania (zachowań).

Dla ilustracji przekształceń nacji w czasie dobrze jest posłużyć się przykładem Bolonii. W 1265 roku wśród obcokrajowców studiujących prawo wymienia się 14 nacji – w tym Polaków, w roku 1432 nacji jest już 16 – ale zaczynają się przegrupowania. Hiszpania i Katalonia znikają jako odrębne nacje, natomiast pojawia się nacja o nazwie Aragon, która obejmuje Katalonię, Walencję i Majorkę, dodatkowo dochodzi osobna nacja Nawarra. W roku 1576 na tym samym uniwersytecie Jurystów wszystkich nacji jest już 19, ale znika nacja Aragon – za to jest osobno Walencja i Nawarra oraz pojawia się nowa nacja Liwonia (kraje bałtyckie: Prusy, Kuronia, Inflanty). W tym samym mieście i czasie na sąsiednim uniwersytecie Artystów wśród nacji zaalpejskich nie ma nacji polskiej, ale jest nacja o nazwie Saramacja (Polska i Ruś) oraz nacja Iliria (Słowianie południowi). Widać z powyższego, że w tym samym mieście na dwóch sąsiednich uniwersytetach Polacy należą do odrębnych nacji. Podobnie Niemcy w Bolonii mają dwie odrębne nacje: jedną na uniwersytecie Jurystów, drugą na uniwersytecie Artystów. Przyczyny takiego stanu rzeczy należy upatrywać w procedurze wyboru rektora uniwersytetu spośród nacji. Nazwy wielu nacji odwołują się do czasów rzymskich i greckich, niekoniecznie respektując granice pomiędzy lokalnymi księstwami. Przykładowo swoją nację miała też niewielka Bitturicja (Berry).
Nacje studenckie (studentnation) występują do dziś w Szwecji, w Uppsali i Lundzie. Mają one charakter korporacji studenckich, opartych jednak w dużej mierze na pochodzeniu geograficznym studentów (np. w Uppsali istnieje 13 nacji) Każda nacja ma swojego inspektora, który jest profesorem.

## Wyróżniki nacji
Wyróżnianie nacji następowało najczęściej na podstawie ogólnego podobieństwa językowego lub geograficznego.
Podobieństwo języków rodzimych sprzyjało zakładaniu wspólnoty. Na Uniwersytecie Paryskim podział studentów na cztery nacje został wprowadzony przez brewe Honoriusza III w 1222 roku. Taką zasadę przyjęły po tej uczelni także uniwersytety w Pradze i Lipsku. Na Uniwersytecie Padewskim zachowały się dokumenty z 1331 r. wymieniające wielką nację: Germana lub Almanica utworzoną przez Duńczyków, Szwedów, Norwegów, Łotyszów, Flamandów, Holendrów, Siedmiogrodzian, Austriaków i Szwajcarów. Z drugiej strony, na cismontańskim uniwersytecie prawniczym w Bolonii nie było jednej nacji włoskiej, tylko zbiorowisko nacji „przedalpejskich”: Lombardia, Toskania, Marchia górna i dolna, Romania, Liguria, Sycylia, Marchia Trewizańska, Królestwo Neapolu, Dziedzictwo św. Piotra (Rzym). Polska nacja na uniwersytecie w Pradze skupiała przybyszów z Polski, Litwy, Prus, Śląska, Łużyc, Miśni i Turyngii.
W zachowanych do dzisiejszych czasów wczesnych dokumentach często uwidacznia się doprecyzowanie identyfikacyjne. Dla tamtych czasów typowym było dodawanie nazwy kraju pochodzenia do imienia osoby. To doprecyzowanie w wielu przypadkach – choć nie zawsze – pomaga zidentyfikować w przybliżeniu region pochodzenia osoby, np. dekretalista Petrus Hungarus – to Węgier. Stephanus Polonus, prawnik, późniejszy legat i nuncjusz papieża Urbana IV to najwyraźniej Polak, a rabuś ksiąg polskiej nacji w Padwie Athanastasius Ruthenus – to Rusin Atanazy (księgi te udało się uratować). Nie zawsze to jednak jest możliwe, np. boloński profesor prawa kanonicznego występuje w różnych dokumentach jako Damasus Bohemus (Czech Damazy) albo Damasus Ungarus (Węgier Damazy).
Nacji nie należy mylić ze współczesnym pojęciem narodu, które w średniowieczu nie istniało. Polacy bardzo często włączani byli do nacji niemieckiej, tak było np. z Mikołajem Kopernikiem w roku 1496 na Uniwersytecie Bolońskim, gdzie został zarejestrowany jako Nicolaus Kopperlingk de Thorn. Wyciąganie jednak z tego faktu wniosków o przynależności narodowej Kopernika jest ahistorycznym nadużyciem ponieważ nie ma żadnych dowodów na to, by Kopernik uznawał się za Niemca.

## Ustrój

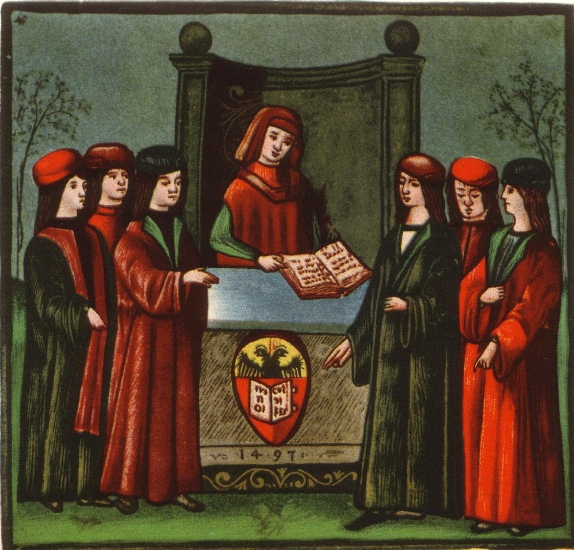
Przyjmowanie nowych członków Natio Germanica Bononiae (XV w.)

### Członkostwo
Nacje były otwarte zarówno dla scholarów niedyplomowanych, jak i dyplomowanych, kontynuujących studia (bakałarzy, magistrów), a w początkowym okresie zazwyczaj też i dla profesorów . Niektóre nacje (angielsko-szkocka, francuska i polska) statutowo zastrzegły sobie możliwość okazjonalnego przyjmowania przybyszów pochodzących z tego samego regionu (konnacjonalistów),  nie związanych z uczelnią, ale pojawiających się w charakterze pielgrzymów, w misjach gospodarczych, czy dyplomatycznych, lub udających się na kuracje zdrowotne.

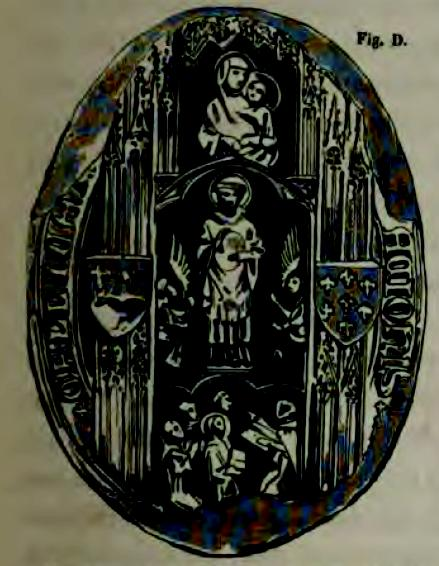
Pieczęć nacji francuskiej na Uniwersytecie w Paryżu

### Zarząd nacji i jej insygnia
Na czele nacji stali obieralni kierownicy zwani prokuratorami (czasem też konsyliarzami), ale w zarządzie zdarzali się także  funkcjonariusze płatni (notariusz, bedel). Przez jakiś czas nacja polska z nacją niemiecką miały wspólnego konsyliarza, co jednak stwarzało problemy. W okresie 30 czerwca – 26 lipca 1554 Jan Kochanowski, rajca natio polona, figuruje w zapisie natio germanica jako upoważniony do rozmów mających na celu rewizję układów istniejących między obu nacjami. Rektor uniwersytetu wybierany był corocznie spomiędzy reprezentantów wszystkich nacji. Społeczność akademicka dbała, aby żadna nacja nie była w systemie elekcji pominięta.
Pieczęć nacji i dokumenty dawniej przechowywane były w skarbcu, obecnie znajdują się w archiwach uniwersyteckich.

### Gospodarka finansowa
Prestiż nacji i jej zamożność zależały od liczby członków oraz ich hojności. Początkowo wpisowe było dobrowolną opłatą. Z biegiem czasu wprowadzono w Padwie wpłatę w wysokości 1 skuda weneckiego oraz dodatkowo 4 liry na bibliotekę i 3 liry na bedela nacji.
Opłaty do kasy nacji różnicowano odpowiednio do wykształcenia członka nacji. Pieniądze przeznaczano głównie dla będących w potrzebie, w tym było wsparcie dla najuboższych, zasiłki chorobowe i kaucje za aresztowanych, by mogli odpowiadać z wolnej stopy. Była to zatem instytucja wzajemnego ubezpieczenia stawiająca sobie dokładnie takie same cele, jak przyszła Bratnia Pomoc. Wsparcia udzielano jednak też różnym celom o charakterze publicznym (pomoc ofiarom wojny, utrzymania obiektów uniwersyteckich, zakupu organów do kościoła uniwersyteckiego).

### Działalność naukowa
Ważną rolę w działalności nacji odgrywał zakup książek i tworzenie biblioteki, ponieważ w początkowym okresie książki stanowiły materiał rękopiśmienny i były bardzo drogie. W Bolonii skopiowanie prawniczego rękopisu bez iluminacji trwało od dziesięciu do piętnastu miesięcy i kosztowało od 20 do 60 lirów bolońskich. W tym samym czasie pensja nauczycieli wynosiła 150 do 200 lirów. Tylko najbogatsi mogli sobie pozwolić na luksus posiadania własnych książek. Należeli do nich m.in. Szwajcarzy: większość szwajcarskich studentów posiadała 10-30 rękopisów, które po skończeniu nauki zabierali do domu.

## Polska nacja na uniwersytetach europejskich

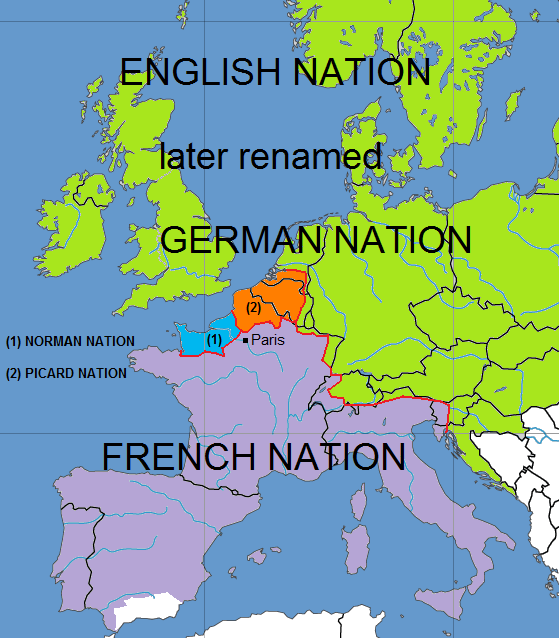
Zasięg terytorialny czterech nacji Uniwersytetu Paryskiego

W ciągu pierwszych czterech stuleci (XIII–XVI) nacja polska jest wyraźnie rozpoznawalna na uniwersytetach europejskich. Do pierwszych, i od razu najwybitniejszych, Polaków studiujących w europejskich uniwersytetach należał Witelon (Erazm Ciołek). W Paryżu studiował sztuki wyzwolone w latach 1250–1260, a następnie w Padwie prawo kanoniczne – tamże w Sali Czterdziestu jest jego wizerunek opisany WITELO POLACCO XIII SECOLO. Studiując w Paryżu Witelon nie miał możliwości należenia do nacji polskiej, bo takowej tam nie było. Tamtejszy uniwersytet od początku wprowadził sztywną strukturę 4 nacji: francuskiej (rejestrującej u siebie również Włochów i Hiszpanów), pikardyjskiej, normandzkiej i angielskiej. Do tej ostatniej oprócz wyspiarzy początkowo zaliczali się również Niemcy, Polacy, Czesi i Węgrzy. Siedmiu Polaków zostało wybranych rektorami uniwersytetu w Padwie, wśród nich – jako 21-letni młodzieniec – przyszły hetman wielki koronny Jan Zamoyski. W latach 1556–1589 polska nacja w Padwie miała dla swoich członków zajazd, a studenci polscy w Padwie słynęli z elegancji.
Łukasz Górnicki wspomina, o istnieniu w Padwie „akademii między Polaki”, o której nic więcej jednak nie wiadomo. Kamiński snuje domysły, iż było to coś w rodzaju klubu studenckiego, gdzie młodzież bawiła się na renesansowy włoski sposób: pijąc, śpiewając, zabawiając się grami towarzyskimi i – co najbardziej charakterystyczne – dyskutując na setki tematów: o miłości i o polityce, o sztuce i o życiu codziennym. W każdej z tych dyskusji należało błysnąć dowcipem, erudycją, inteligencją. Inicjatorem tej „akademii” był w 1553 lub 1554 roku Wojciech Kryski, którego można dziś określać jako prekursora idei studenckich kół naukowych. O istnieniu tej organizacji samokształceniowej wspomina również Barycz.
Nacje nigdy nie powstały na Uniwersytecie Jagiellońskim. Natomiast istnienie nacji zostało przewidziane w roku 1595 w ustawach założycielskich Akademii Zamojskiej. Idea jej założenia upadła wkrótce po śmierci Zamoyskiego.
W XVI i XVII wieku wiele europejskich uniwersytetów przeżywało okres upadku, a wraz z uczelniami upadała instytucja nacji. Natio Polona na Uniwersytecie Padewskim zostaje formalnie rozwiązana 16 czerwca 1733 r. podczas ostatniego zgromadzenia przedstawicieli korporacji. Znacznie dłużej, bo aż do wieku XIX, dotrwała polska nacja w Lipsku.

## Dokumentacja
Wśród źródeł do historii nacji, szczególne znaczenie ma zachowana do dzisiejszych czasów dokumentacja nacji niemieckiej, sporządzana w sposób planowy i z wielkim pietyzmem. Do unikalnego rozwiązania wprowadzonego w nacjach niemieckich należą roczniki nacyjne, zawierające relacje, czy sprawozdania o najważniejszych wydarzeniach. Barycz widzi w tym zaplanowaną działalność historiograficzną. Dokumentacja pozostałych nacji jest bardzo skromna. Na przykład w Archiwum Uniwersytetu w Padwie nacja niemiecka ma przechowywane 23 jednostki archiwalne obejmujące lata 1545-1807, nacja „zamorska” – 5 jednostek archiwalnych z lat 1656-1797, natomiast nacja polska 2 jednostki archiwalne za okres 1592-1745. Jest to wyłącznie metryka nacji. Księgi protokołów i statutów znajdują się w zbiorach rękopisów Biblioteki Uniwersyteckiej w Padwie. Przyczyny takich różnic w zachowanych zasobach są złożone.
W jednych przypadkach była to kwestia niedostatecznej dbałości o tworzenie i archiwizację dokumentacji przez same zarządy nacji, np. nacja francuska, nie stworzyła żadnej biblioteki. Drugim czynnikiem były złe warunki przechowywania rękopisów, kreślenie wpisów wcześniejszych, zaplamienia oraz przedarcia, które doprowadzały do niszczenia wytworzonych zasobów. Naturalne zużywanie się na bieżąco użytkowanego dokumentu kompensowano przez jego przepisywanie. Polska nacja w Padwie odnotowała w okresie swej świetności trzy takie sytuacje: w 1605 roku, po 13 latach od momentu założenia albumu nacji, konsyliarz Marcin Władysław Weilier spowodował pierwsze przepisanie księgi starej i wymusił rozpoczęcie własnoręcznych wpisów do księgi. Następne przepisanie księgi zlecił 35 lat później konsyliarz Florian Michał Smogulecki, a po kolejnych 9 latach to samo zrobił, ale już za własne pieniądze, konsyliarz Aleksander Mikołaj Ossoliński. Ta ostatnia wersja albumu służyła nacji aż do dnia jej rozwiązania w połowie XVIII w.
Ważne następstwa miała też epidemia dżumy w 1630, która oprócz zdziesiątkowania ludności pociągnęła za sobą falę grabieży. W rezultacie tej klęski nacja angielska i szkocka ocaliły wyłącznie założoną dwanaście lat wcześniej metrykę nacji i już nigdy nie udało im się odtworzyć dawnego stanu posiadania.
Do naszych czasów dochowały się wszystkie główne typy dokumentów polskiej nacji, które – choć skromne liczbowo – to jednak dają wgląd w obraz życia organizacyjnego jej członków na zagranicznych uniwersytetach. Dokumentacja polskiej nacji najlepiej przechowała się na uniwersytetach w Padwie i Lipsku.
Padewska dokumentacja nacji polskiej doczekała się przedruków, licznych opracowań naukowych i analiz. Istnieją trzy podstawowe księgi urzędowe: album członków, protokoły zebrań oraz statuta; do tego kilka zabytków materialnych (pieczęć i resztki biblioteki). W archiwum uniwersyteckim w Lipsku zachowały się akta i księgi – wśród nich Liber Nationis Polonicae, zaczynająca się w 1557 roku.